# Fonds de développement de la formation professionnelle
Le Fonds de développement de la formation professionnelle (FDFP) en Côte d'Ivoire fait partie d'un dispositif de formation professionnelle mis en œuvre en 1991, dans le cadre d'un Programme de valorisation des ressources humaines (PVRH). Il oriente et met en œuvre la politique de formation de la formation professionnelle continue et l'apprentissage en Côte d'Ivoire. Dans cette perspective, le FDFP gère la Taxe d'apprentissage (0,4 % de la masse salariale), la Taxe additionnelle à la formation professionnelle continue (1,2 %) et divers autres fonds alloués à la formation professionnelle.